# Mount Cain
Mount Cain är ett berg i Kanada.   Det ligger i provinsen British Columbia, i den sydvästra delen av landet, 3 700 km väster om huvudstaden Ottawa. Toppen på Mount Cain är 1 819 meter över havet.
Terrängen runt Mount Cain är bergig åt nordost, men åt sydväst är den kuperad. Trakten runt Mount Cain är nära nog obefolkad, med mindre än två invånare per kvadratkilometer.. Närmaste större samhälle är Woss, 18,8 km väster om Mount Cain.
I omgivningarna runt Mount Cain växer i huvudsak barrskog.